# José Antônio Aparecido Tosi Marques
José Antônio Aparecido Tosi Marques (Jaú, 13 de mayo de 1948) es un arzobispo católico brasileño emérito.

## Biografía
Nacido en 1948 en Jaú, en 1974 fue ordenado sacerdote. Elegido obispo auxiliar de Salvador (Bahía) en 1991, fue consagrado por el obispo Constantino Amstalden el 8 de diciembre del mismo año. 
El 13 de enero de 1999, el papa Juan Pablo II elevó monseñor Tosi marqués arzobispo metropolitano de Fortaleza.